# Rudolf Maurer
Rudolf Maurer (Wallisellen, 1872 - 1963), was een Zwitsers politicus.
Rudolf Maurer was afkomstig uit Wallisellen in het noorden van het kanton Zürich.
Rudolf Maurer was lid van de Zwitserse Conservatieve Volkspartij (voorloper van de huidige Vrijzinnig Democratische Partij). Hij was namens die partij lid van de Regeringsraad van het kanton Zürich.
Rudolf Maurer was van 1 mei 1924 tot 30 april 1925, van 1 mei 1931 tot 30 april 1932 en van 1 mei 1936 tot 30 april 1937 voorzitter van de Regeringsraad (dat wil zeggen regeringsleider) van het kanton Zürich.
Rudolf Maurer overleed op zeer hoge leeftijd.